# Campeonato Pernambucano Série A2 2020
In 2020 werd de 27ste editie van het Campeonato Pernambucano Série A2 gespeeld voor voetbalclubs uit de Braziliaanse staat Pernambuco. De competitie werd georganiseerd door de FPF en werd gespeeld van 18 oktober tot 13 december. Vera Cruz werd kampioen. 

## Eerste fase

### Groep A
| Plaats | Club              | Wed. | W | G | V | Saldo | Ptn. |
| ------ | ----------------- | ---- | - | - | - | ----- | ---- |
| 1.     | Vera Cruz         | 8    | 5 | 2 | 1 | 13:5  | 17   |
| 2.     | Íbis              | 8    | 4 | 1 | 3 | 18:7  | 13   |
| 3.     | América do Recife | 8    | 4 | 1 | 3 | 17:13 | 13   |
| 4.     | Ferroviário       | 8    | 1 | 3 | 4 | 9:18  | 6    |
| 5.     | Cabense           | 8    | 1 | 3 | 4 | 11:25 | 6    |

|  | Gekwalificeerd voor tweede fase |

### Groep B
| Plaats | Club               | Wed. | W | G | V | Saldo | Ptn. |
| ------ | ------------------ | ---- | - | - | - | ----- | ---- |
| 1.     | Centro Limoeirense | 6    | 2 | 4 | 0 | 8:4   | 10   |
| 2.     | Porto              | 6    | 2 | 3 | 1 | 7:7   | 9    |
| 3.     | Ipojuca            | 6    | 1 | 3 | 2 | 6:7   | 6    |
| 4.     | Timbaúba           | 6    | 1 | 2 | 3 | 3:6   | 5    |

### Groep C
| Plaats | Club             | Wed. | W | G | V | Saldo | Ptn. |
| ------ | ---------------- | ---- | - | - | - | ----- | ---- |
| 1.     | Sete de Setembro | 6    | 3 | 2 | 1 | 5:2   | 11   |
| 2.     | Ypiranga         | 6    | 3 | 1 | 2 | 7:6   | 10   |
| 3.     | Pesqueira        | 6    | 2 | 2 | 2 | 7:4   | 8    |
| 4.     | 1° de Maio       | 6    | 1 | 1 | 4 | 3:10  | 4    |

|  | Gekwalificeerd voor tweede fase |

## Tweede fase
| Plaats | Club               | Wed. | W | G | V | Saldo | Ptn. |
| ------ | ------------------ | ---- | - | - | - | ----- | ---- |
| 1.     | Vera Cruz          | 5    | 3 | 1 | 1 | 6:3   | 10   |
| 2.     | Sete de Setembro   | 5    | 3 | 1 | 1 | 5:4   | 10   |
| 3.     | Centro Limoeirense | 5    | 3 | 0 | 2 | 6:3   | 9    |
| 4.     | Porto              | 5    | 2 | 0 | 3 | 5:3   | 6    |
| 5.     | Íbis               | 5    | 1 | 2 | 2 | 3:4   | 5    |
| 6.     | Ypiranga           | 5    | 0 | 2 | 3 | 1:9   | 2    |

|  | Promotie |

## Kampioen
| Campeonato Pernambucano de 2020 - Série A2 |
| Pernambuco                                 |
| ------------------------------------------ |
| VERA CRUZ Kampioen (4° titel)              |